# San Cristóbal (departamento)
Departamento San Cristóbal é um departamento da província de Santa Fé, na Argentina.